# جایزه بزرگ موناکو ۱۹۸۷
جایزه بزرگ موناکو ۱۹۸۷ (انگلیسی: ‎1987 Monaco Grand Prix‎)، که به‌طور رسمی با نام چهل و پنجمین جایزه بزرگ موناکو شناخته می‌شود، یک مسابقهٔ موتوری در رشتهٔ اتومبیل‌رانی فرمول یک بود که در تاریخ ۳۱ مهٔ ۱۹۸۷ در پیست موناکو واقع در مونت‌کارلو، موناکو برگزار شد. این گراند پری در میان ۱۶ گراند پری در فصل ۱۹۸۷، مسابقهٔ شمارهٔ ۴ بود.
در این مسابقه که در ۷۸ دور و به مسافت ۲۵۹٫۵۸۴ کیلومتر (۱۶۱٫۲۹۸ مایل) برگزار شد، پول پوزیشن توسط نایجل منسل کسب شد و سریع‌ترین زمان برای طی یک دور پیست که برابر با ۱:۲۷٫۶۸۵ بود نیز توسط آیرتون سنا به ثبت رسید.
آیرتون سنا از تیم لوتوس-هوندا، نلسون پیکه از تیم ویلیامز-هوندا و میشل آلبورتو از تیم فراری به‌ترتیب مقام‌های اول تا سوم مسابقه را کسب کردند.

## رده‌بندی قهرمانی پس از مسابقه
| جایگاه | راننده          | امتیاز |
| ------ | --------------- | ------ |
| ۱      | آلن پروست       | ۱۸     |
| ۲      | آیرتون سنا      | ۱۵     |
| ۳      | استفان یوهانسون | ۱۳     |
| ۴      | نلسون پیکه      | ۱۲     |
| ۵      | نایجل منسل      | ۱۰     |
| منبع:  |                 |        |

| جایگاه | سازنده        | امتیاز |
| ------ | ------------- | ------ |
| ۱      | مک‌لارن-تگ     | ۳۱     |
| ۲      | ویلیامز-هوندا | ۲۲     |
| ۳      | لوتوس-هوندا   | ۱۸     |
| ۴      | فراری         | ۱۴     |
| ۵      | برابام-ب‌ام‌و   | ۴      |
| منبع:  |               |        |

یادداشت
- تنها پنج جایگاه نخست از هر رده‌بندی نمایش داده شده‌است.